# Une étoile est née (film, 1954)
Cet article concerne le film de George Cukor. Pour le film de Frank Pierson, voir Une étoile est née.
Pour les articles homonymes, voir Une étoile est née.
Pour plus de détails, voir Fiche technique et Distribution.
Une étoile est née (titre original : A Star Is Born) est un film musical américain réalisé par George Cukor, sorti en 1954.

## Synopsis
Norman Maine (James Mason) est un acteur vedette sur le déclin qui a sombré dans l'alcoolisme et joue les pique-assiette dans les réceptions d'Hollywood. Lors d'un gala de charité, il découvre une jeune chanteuse, Esther Blodgett (Judy Garland), et la fait engager par le directeur du studio. Sous le nom de Vicki Lester, elle connaît une ascension triomphale. Elle épouse son mentor, qui promet de ne plus boire.
Mais leur bonheur est de courte durée. Norman Maine est de plus en plus oublié par le public, et le studio ne le sollicite plus. Il recommence à boire et doit subir une cure de désintoxication. À sa sortie, il cède de nouveau à son vice, fait irruption à la cérémonie au cours de laquelle Esther reçoit un Oscar, et provoque un scandale.
Esther confie à Oliver Niles (Charles Bickford) sa décision d'abandonner sa carrière pour se consacrer entièrement à son mari. Norman, qui a surpris la conversation et ne veut pas être un poids pour sa femme, se suicide. Surmontant sa douleur, Vicki revient à la scène et se fait ovationner sous le nom de Mme Norman Maine.

## Fiche technique
- Titre : Une étoile est née
- Titre original : A Star Is Born
- Réalisateur : George Cukor, assisté d'Earl Bellamy
- Scénario : Moss Hart d'après le scénario de Dorothy Parker, Alan Campbell (en) et Robert Carson (en) pour le film de William A. Wellman de 1937
- Photographie: Sam Leavitt
- Montage : Folmar Blangsted
- Direction artistique : Malcolm C. Bert (en)
- Décors : Gene Allen
- Costumes : Jean Louis, Mary Ann Nyberget et Irene Sharaff pour le numéro musical Born in a Trunk
- Musique : Harold Arlen, Ira Gershwin et Leonard Gershe
- Direction musicale : Ray Heindorf
- Chorégraphie : Richard Barstow, Hal Bell (assistant) et Eugene Loring (assistant)
- Producteur : Sidney Luft
- Société de production : Transcona Enterprises
- Société de distribution : Warner Bros. Pictures
- Pays de production :  États-Unis
- Langue : anglais américain
- Genre : Film musical
- Format : Couleur (Technicolor) - Son : 4-Track Stereo (RCA Sound System) (magnetic prints)/Mono (optical prints) Cinémascope
- Durée : 181 minutes (première version) / 176 minutes (version cinéma)
- Dates de sortie :
  - États-Unis : 29 septembre 1954 (première à Los Angeles)
  - États-Unis : 11 octobre 1954 (première à New York)
  - États-Unis : 16 octobre 1954 (sortie nationale)
  - France : 26 avril 1955 (Paris)

## Distribution

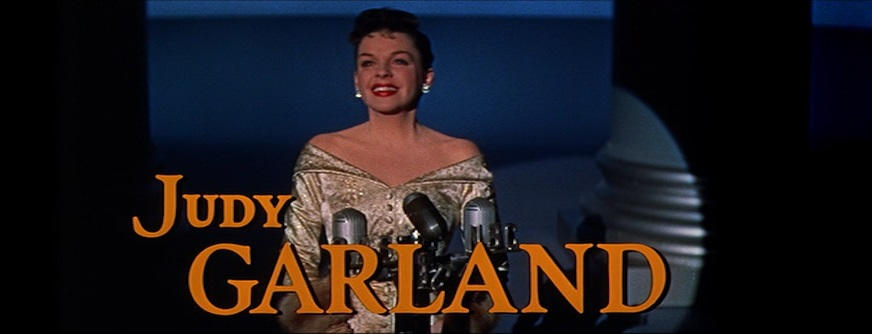
Judy Garland.

- Judy Garland (VF : Rolande Forest) : Esther Blodgett / Vicki Lester
- James Mason (VF : Jean Davy) : Norman Maine
- Jack Carson (VF : Robert Dalban) : Matt Libby
- Charles Bickford (VF : Pierre Morin) : Oliver Niles
- Tommy Noonan (VF : Michel Gudin) : Danny McGuire
- Lucy Marlow : Lola Lavery
- Amanda Blake : Susan Ettinger
- Irving Bacon : Graves
- Hazel Shermet : La secrétaire de Libby

Et, parmi les acteurs non crédités :
- Rudolph Anders : M. Ettinger
- Don Beddoe : Un cadre du studio à la première
- Willis Bouchey : McBride, le détective
- Franck Ferguson : Le juge
- Nacho Galindo : José Rodriguez
- Wilton Graff : Le maître de cérémonie
- Charles Halton : Un caissier
- Olin Howland : Charley
- Leonard Penn : Le réalisateur de la scène du train
- Frank Puglia : Bruno, le maître-d'hôtel du Coconut Grove
- Grandon Rhodes : Un producteur à la première
- Richard Simmons : Un producteur / Un bienfaiteur
- Arthur Space : Un employé du tribunal de nuit
- Grady Sutton : Artie Carver
- Josephine Whittell : Une journaliste
- Mary Young : Une résidente de la pension de famille

## Autour du film
- Remake d'un film homonyme de 1937 : Une étoile est née (A Star Is Born) de William A. Wellman avec Janet Gaynor et Fredric March
- Remake homonyme en 1976 : Une étoile est née (A Star Is Born) de Frank Pierson avec Barbra Streisand et Kris Kristofferson
- Remake non homonyme en 2013 :  Aashiqui 2 de Aditya Roy Kapoor et Shraddha Kapoor
- Remake homonyme en 2018 : A Star Is Born de Bradley Cooper avec Lady Gaga et Bradley Cooper [1]

## Critique
- « ...un des témoignages les plus profonds sur Hollywood, qui prend valeur de symbole et fixe à tout jamais une époque privilégiée ». (Olivier Eyquem)[2]